# Eualus sinensis
Eualus sinensis är en kräftdjursart som först beskrevs av Yu 1931.  Eualus sinensis ingår i släktet Eualus och familjen Hippolytidae. Inga underarter finns listade i Catalogue of Life.